# Râul Movile
Râul Movile sau Râul Morii este un curs de apă, afluent al râului Hârtibaciu. 